# Hasan M. El-Shamy
Hasan M. El-Shamy (né en 1938) est professeur de folkloristique au Département de folklore et d'ethnomusicologie, au Département des langues et cultures du Proche-Orient et au Programme d'études africaines de l'Université de l'Indiana, aux États-Unis.

## Biographie
El-Shamy a obtenu une licence avec mention en études arabes et islamiques de l'Université Ain-Shams au Caire, en Égypte, en 1959. Il a ensuite suivi un programme intensif d'études supérieures en psychologie et en éducation à l'Université Ain-Shams (Héliopolis) en 1959-1960. Plus tard, il a obtenu une maîtrise en folklore de l'Université de l'Indiana en 1964, ainsi qu'un doctorat en folklore avec une formation interdisciplinaire en folklore, psychologie et anthropologie de l'Université de l'Indiana en 1967.
El-Shamy a enseigné comme professeur adjoint de sociologie et d'anthropologie pendant un an (1967-1968) à l'Université d'État de Morehead. Il est ensuite devenu directeur des archives du Centre du folklore du ministère de la Culture au Caire, poste qu'il a occupé de 1967 à 1972. Durant cette période, il était également professeur adjoint de sociologie et d’anthropologie à l’Université américaine du Caire. En 1972, il est retourné à l'Université de l'Indiana en tant que membre du corps professoral du Folklore Institute (actuellement connu sous le nom de Département de folklore et d'ethnomusicologie). Il a occupé de nombreux postes à l'Université de l'Indiana, notamment celui de directeur des études supérieures pour le programme de folklore. Il a occupé de nombreux postes de professeur invité en dehors de l'Université de l'Indiana. Il a d'abord été professeur invité à l'Institut d'études avancées en anthropologie, Musée national d'ethnologie d'Osaka (Japon) en 2002. Puis, il a travaillé comme professeur invité au département de sociologie de l'Université de Tanta, Égypte en 2003.

## Travaux
Les publications de recherche d’El-Shamy ont introduit un certain nombre d’approches innovantes dans l’étude des cultures traditionnelles en général et des communautés arabes en particulier. Parmi ceux-ci figurent les concepts et la méthodologie de recherche du « comportement folklorique » et du « syndrome frère-sœur » dans la vie familiale et les pratiques psychologiques arabes. Certains de ses intérêts de recherche comprennent la religion, le mythe et le rituel, la poésie narrative populaire, la typologie et la classification, la parenté et le folklore. Il les a analysés à travers des approches comparatives, ethnographiques et psychologiques. Il a écrit de nombreux articles et livres sur les récits populaires africains, arabes et du Moyen-Orient.

## Distinctions
- 1960-1961, puis 1987-1988 : Boursier Fulbright[1]
- 2002 : Prix Senior Scholar Award de l'Institut d'études avancées en anthropologie du Musée national d'ethnologie d'Osaka, au Japon[1]
- 2006 : Membre de l'American Folklore Society[1]

## Œuvres représentatives
- Hasan El-Shamy (1980). Folktales of Egypt. Chicago: University of Chicago Press.
- Hasan El-Shamy (1995). Folk Traditions in the Arab World: A Guide to Motif Classification. 2 Vols. Bloomington: Indiana University Press.
- Hasan El-Shamy (1999). Tales Arab Women Tell: And the Behavioral Patterns They Portray. Bloomington: Indiana University Press.
- Hasan El-Shamy (2004). Types of the Folktale in the Arab World: A Demographically Oriented Tale-Type Index. Bloomington: Indiana University Press.
- Hasan El-Shamy, « Siblings in the Arabian Nights », Marvels and Tales, vol. 18, no 2,‎ 2004, p. 170–186 (DOI 10.1353/mat.2004.0030, S2CID 144016541)
- Jane Garry and Hasan El-Shamy, eds. (2005). Archetypes and Motifs in Folklore and Literature: A Handbook. Armonk, NY: M.E. Sharpe.
- Hasan El-Shamy (2006). Motif Index of The Thousand and One Nights. Bloomington: Indiana University Press.
- Hasan El-Shamy (2008). Religion Among the Folk in Egypt. Westport, CT: Praeger.